# 菊池為政
菊池 為政（きくち ためまさ）は、幕末期の水戸藩士。通称平八郎。徳川昭武のパリ万国博覧会派遣に随行した。明治期に興と改名。

## 概要

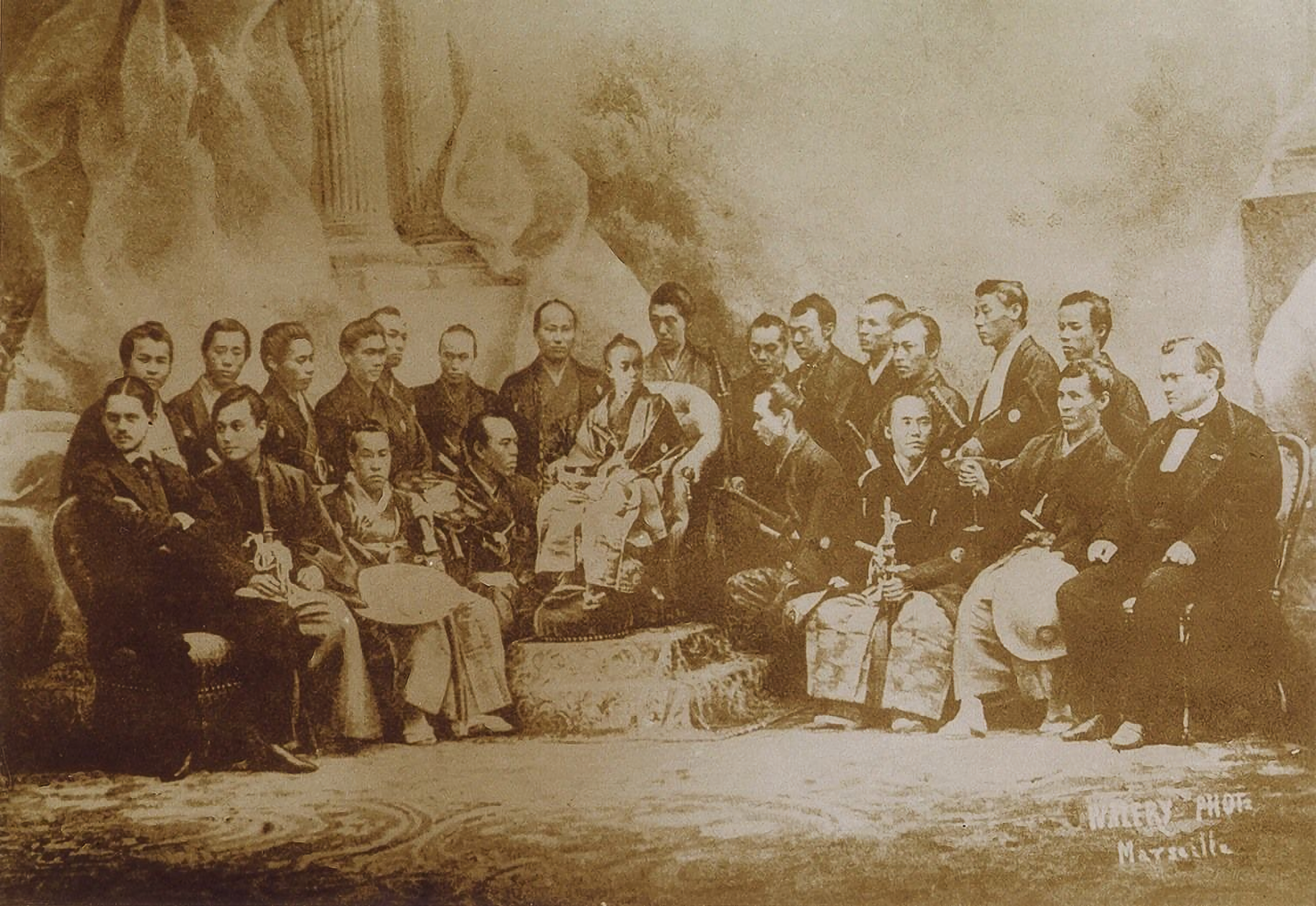
ほぼ中央、画面左を向く横顔の人物が菊池平八郎為政

幕末期の京都に在留する水戸藩士いわゆる本圀寺勢に属し、藩主徳川慶篤の弟昭武の小姓頭取として井坂泉太郎とともに近侍し、身辺の世話や警護の責任者であった。1867年（慶応3年）、昭武が将軍名代としてパリ万国博覧会に派遣された際、これに随行した。
- 1864年（元治元年）6月23日、菊池平八郎ほか、公子御滞京中各差留達[2]。
- 1865年（慶應元年）7月11日、菊池平八郎ほか、職務勉励に付、金二分一朱被下、12月28日、小姓頭取菊池平八郎ほかに金二百疋、何れも民部太夫様御附相勤被下[2]。それまで、菊池平八郎は本圀寺御附である[3]。昭武に従った旅程[4]を示す。

- 1867年（慶應3年）1月3日、京都発、神戸より幕府軍艦、長鯨丸に乗船、1月9日、横浜着、
- 1867年2月15日（慶應3年1月11日）、フランス、メッサリーアンペリアル社の飛脚船で横浜発、香港で大型船に乗換え、スエズから鉄道、アレキサンドリアから船で、2月29日、マルセイユ着。平八郎について記す。

1867年4月5日（慶應3年3月1日）、マルセイユの写真場で集合写真を撮る。昭武の隣、小姓頭取菊池平八郎として太刀を捧げ、大小を帯刀、髷のある和装姿で写る。
後に、渋沢栄一は、自分の苦難はお附の7人の士ではなく、綱吉という水戸者にあったと語る。
資料での記述が明瞭ではないが、5月22日、
```
初めて洋服を着し己が身にさへ恥しく思へる
ますかゞみ心を照らせ姿こそかはれど同じ大和魂
```

とよんだのは、12月に帰国した者である。
1867年9月17日（慶應3年8月20日）、昭武のナポレオン三世謁見の儀で、菊池平八郎は、「控席迄」である。
- 1867年12月1日（慶應3年11月6日）、昭武に従い、イギリスに向かう[5]。

1867年12月21日（慶應3年11月26日）、小姓4人の病気による帰国願いを提出する。帰国の実情は、洋装し刀を差さぬという事であれば、暇を蒙って帰ると言った為で、帰国は12月25日である。翌日、平八郎は昭武の乗馬散策に付添う。
翌年、日本からの送金が滞り、あるいは、途絶え、滞在費の不足が現実となった頃、経費削減のため、他の留学生のほか、一行からも大半が帰国、渋沢栄一も、昭武、平八郎、自分等、計5人で長期留学を行う覚悟を持つ。また、渋沢の提案により、各自への送金を積立て滞在費を工面するとの約定を、最後まで守ったのは、「菊池平八郎、三輪端蔵、澁澤篤太夫の三人のみであった」とされる。。
1868年2月15日（慶應4年1月22日）以降、資料によっては、単に「平八郎」とした記述が増加する。
7、８月頃、先に帰国した二人が水戸から迎えに来て、帰国が決まる。
- 1868年（明治元年）12月3日、横浜着[9]。
- 1869年1月20日（明治元年11月9日）、渋沢栄一と面会する[10]。

帰国後は水戸藩に戻り、軽鋭隊第2大隊12番隊長となった。その後、興と改名。水戸市の丹下にて酪農に従事した。1878年（明治11年）、旧藩主らによる牛乳販売のための「桃林舎」設立に加わる。1889年（明治22年）12月17日には戸定邸を訪れ、昭武と対面している。1890年（明治23年）没。享年52。

## 演じた俳優
- 町田悠宇（青天を衝け - 2021年）